# Silk Way Rally

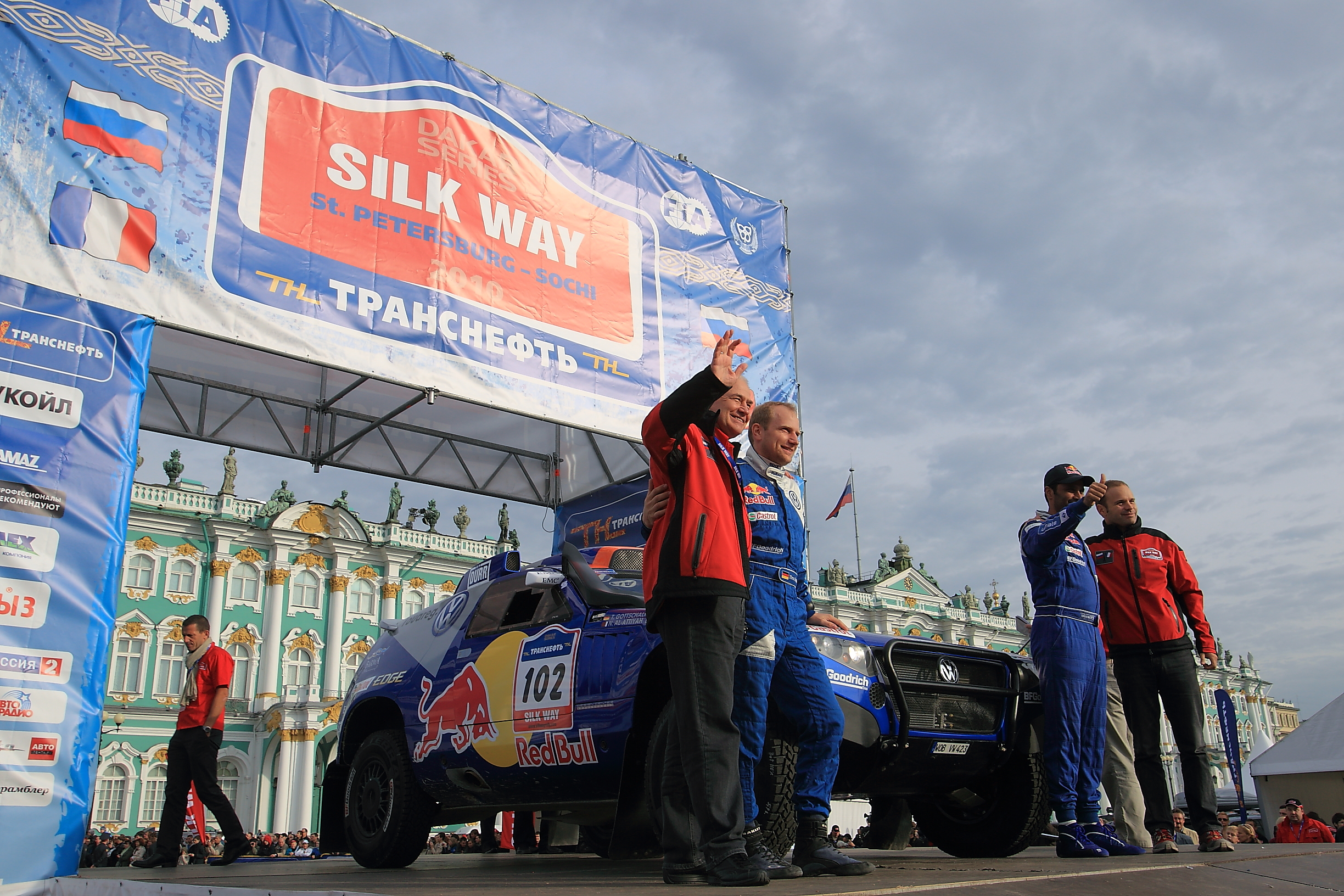
Start Silk Way Rally 2010

Silk Way Rally (česky Rallye Hedvábná stezka) je každoroční vytrvalostní závod terénních osobních a nákladních automobilů vedoucí zpravidla z Moskvy do střední Asie, v některých letech pak dál až do Číny nebo naopak do podkavkazského Soči. Koná se od roku 2009. Patřila do dakarské série (Dakar Series) organizované francouzskou společností Amaury Sport Organisation (ASO).
Rally se často účastnily posádky z České republiky, v roce 2011 zvítězila v kategorii kamionů Tatra týmu Aleše Lopraise.

## Historie závodů
První ročník startoval v hlavním městě Tatarstánu Kazani a končil v Turkmenské metropoli Ašchabadu s celkovou délkou soutěže 4500 kilometrů v devíti etapách. Druhý ročník s podobnou délkou trati startoval v Petrohradu a končil v ruském letovisku Soči. Třetí ročník Silk Way Rally 2011 vedl z ruské metropole Moskvy opět poblíže Soči, konkrétně do Krasné Poljany.

### Silk Way Rally 2012
Termín čtvrtého ročníku byl 7. – 13. července 2012. Místem startu bylo opět Rudé náměstí v Moskvě a cíl poblíž letoviska Soči v přímořském městě Gelendžik.
První etapa závodu končila v Rjazani, druhá a třetí etapa vedla okolo města Volgograd. Čtvrtá etapa pokračovala do univerzitního města Elista a po ní přišla další etapa se startem a cílem tamtéž. Následovala šestá etapa do města Majkop a pak závěrečná 7. etapa do Gelendžiku.
Francouzská promotérská organizace ASO, jež stojí za pořádáním jihoamerického Dakaru i závodů tzv. Dakarské série, vydala prohlášení, že ukončila spolupráci s organizací Russian Rally, která Hedvábnou stezku pořádá. I přesto se však Silk Way konala, a to pod hlavičkou Russian Rally.

### Silk Way Rally 2013
Pátý ročník se konal od 5. července 2013 do 13. července 2013. Místo slavnostního startu bylo opět Rudé náměstí v Moskvě a cíl ve městě Astrachaň.
Nultá etapa sloužila k představení posádkek představily a jejich přemístění do města Tambov, kde startovala první etapa. Cíl měla ve městě Volgograd. Druhá etapa startovala a skončila ve Volgogradu, třetí vedla z Volgogradu do Astrachaně, kde celá soutěž končí. Před tím ale ještě posádky absolvují čtvrtou etapu do Elisty, pátou z Elisty do Volgogradu a šestou z Volgogradu zpět do Astrachaně.

### Silk Way Rally 2016
V roce 2016 se rallye konala od 8. do 24. července. Byl to nejdelší ročník v historii, závodníci najeli 10 774 km, z toho 4 104 závodních. Rallye zavítala do 3 států, a to do Ruska, Kazachstánu a Číny. Start rallye byl v Moskvě na Rudém náměstí a o 16 dní později úspěšní závodníci dorazili na Náměstí Nebeského klidu v Pekingu. Z českých posádek se rallye zúčastnily dva kamiony Tatra českého týmu Bonver Dakar Project a jeden automobil Hummer týmu Offroad Sport.

## Seznam vítězů
| Rok     | Trasa              | Osobní automobily                      | Osobní automobily            | Nákladní automobily                                    | Nákladní automobily |
| Rok     | Trasa              | Řidič Spolujezdec                      | Značka                       | Řidič                                                  | Značka              |
| ------- | ------------------ | -------------------------------------- | ---------------------------- | ------------------------------------------------------ | ------------------- |
| 2009    | Kazaň - Ašchabad   | Carlos Sainz Lucas Cruz                | Volkswagen Touareg           | Firdaus Kabirov Andrej Mokejev Tanin Anatolij          | Kamaz               |
| 2010    | Petrohrad - Soči   | Carlos Sainz Lucas Cruz                | Volkswagen Touareg           | Eduard Nikolajev Vjačeslav Mizjukajev Vladimir Rybakov | Kamaz               |
| 2011    | Moskva - Soči      | Krzysztof Hołowczyc Jean-Marc Fortin   | BMW X3                       | Aleš Loprais Vojtěch Štajf Milan Holáň                 | Tatra               |
| 2012    | Moskva - Gelendžik | Boris Gadasin Dan Šemel                | G-Force Proto                | Ajrat Mardějev                                         | Kamaz               |
| 2013    | Moskva - Astrachaň | Jean-Louis Schlesser Konstantin Žilcov | Sonangol Schlesser Original  | Dmitrij Sotnikov Vjačeslav Mizjukajev Andrej Aferin    | Kamaz               |
| 2014-15 | Nekonalo se        | Nekonalo se                            | Nekonalo se                  | Nekonalo se                                            | Nekonalo se         |
| 2016    | Moskva - Peking    | Cyril Despres David Castera            | Peugeot 2008 DKR             | Ajrat Mardějev Ajdar Běljajev Dmitrij Svistunov        | Kamaz               |
| 2017    | Moskva - Si-an     | Cyril Despres David Castera            | Peugeot 3008 DKR             | Dmitrij Sotnikov Ruslan Achmadějev Ilnur Mustafin      | Kamaz               |
| 2018    | Astrachaň - Moskva | Jazíd Alradžhí Timo Gottschalk         | Mini John Cooper Works Rally | Andrej Karginov Andrej Mokejev Igor Leonov             | Kamaz 43509         |